# 粒神螺
粒神螺（学名：Apollon olivator rubustus），是异足目法螺科Apollon的一种。主要分布于中国大陆，常栖息在潮间带。